# لورا لي تشينغ
لورا لي تشينغ (بالإنجليزية: Laura Lee Ching)‏ هي متركمجة وعارضة أمريكية، ولدت في 1951 في بوفالو في الولايات المتحدة.

## وصلات خارجية
- لورا لي تشينغ على موقع EncyclopediaOfSurfing.com (الإنجليزية)